# 莎士比亞全集

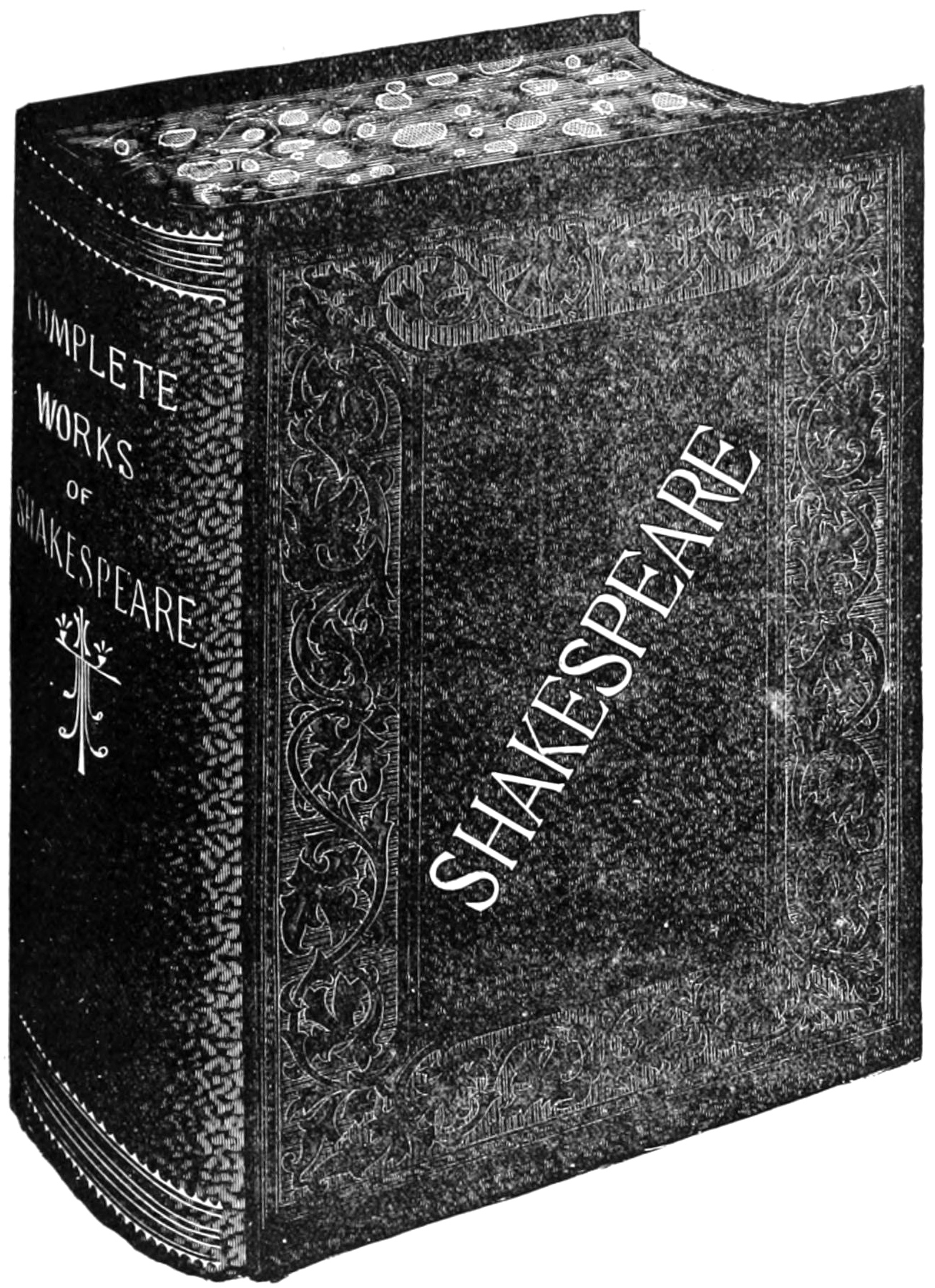

《莎士比亞全集》（英語：Complete Works of William Shakespeare），是包含所有威廉·莎士比亞的戲劇作品與詩歌的文集，有些作品集還會包括一些與其他作者一起協作的劇作，例如《兩個貴族親戚》，該作品是與約翰·弗萊切共同完成的；或《泰爾親王佩利克爾斯》，前兩幕可能是喬治·威爾金斯寫的；以及《愛德華三世》，該劇作者存疑。

## 版本
《莎士比亞全集》有許多的版本，其中一部分由大學出版社發行，還有一些是由其他大型出版公司發行。《全集》很受藏書人士追捧，許多裝訂場與出版社也會為藏書人士發行皮革封面與鑲金書頁的豪華版本。
主流與學術出版社發行了許多《莎士比亞全集》的版本，並且經常定期更新。有許多的編輯都參與到《全集》的編纂中，有些時候主編、出版社或大學名稱會做為版本的名稱。

### 出版社版本
- 阿登版莎士比亞全集（英语：Arden Shakespeare）——《莎士比亞全集》、《阿登莎士比亞全集》。

## 外部連結
- 古騰堡計畫中的《莎士比亞全集》 （页面存档备份，存于）。